# Pierre d'Alençon
Pierre d'Alençon es un deportista francés que compitió en piragüismo en la modalidad de eslalon. Ganó cinco medallas en el Campeonato Mundial de Piragüismo en Eslalon entre los años 1949 y 1953.

## Palmarés internacional
| Campeonato Mundial | Campeonato Mundial | Campeonato Mundial | Campeonato Mundial |
| Año                | Lugar              | Medalla            | Competición        |
| ------------------ | ------------------ | ------------------ | ------------------ |
| 1949               | Ginebra (Suiza)    | Medalla de oro     | C1 individual      |
| 1949               | Ginebra (Suiza)    | Medalla de oro     | C1 por equipos     |
| 1951               | Steyr (Austria)    | Medalla de oro     | C2 por equipos     |
| 1953               | Merano (Italia)    | Medalla de oro     | C2 por equipos     |
| 1953               | Merano (Italia)    | Medalla de bronce  | C2 individual      |